# إيزابيلا كينغ
إيزابيلا كينغ (بالإنجليزية: Isabella King)‏ هي دراجة أسترالية، ولدت في 9 أبريل 1992 في City of Subiaco ‏ في أستراليا.

## وصلات خارجية
- إيزابيلا كينغ على موقع أرشيف الدراجات (الإنجليزية)
- إيزابيلا كينغ على موقع إحصائيات الدراجات الإحترافية (الإنجليزية)
- إيزابيلا كينغ على موقع نسبة الدراجات (الإنجليزية)
- إيزابيلا كينغ على موقع CycleBase (الإنجليزية)